# Boschi di Bolgheri, Bibbona e Castiglioncello
Boschi di Bolgheri, Bibbona e Castiglioncello este o arie protejată (arie specială de conservare — SAC, sit de importanță comunitară — SCI) din Italia întinsă pe o suprafață de 3.525 ha, integral pe uscat.

## Localizare
Centrul sitului Boschi di Bolgheri, Bibbona e Castiglioncello este situat la coordonatele 43°14′20″N 10°38′46″E / 43.238889°N 10.646111°E.

## Înființare
Situl Boschi di Bolgheri, Bibbona e Castiglioncello a fost declarat sit de importanță comunitară în iunie 1995 pentru a proteja 14 specii de animale. Situl a fost protejat și ca arie specială de conservare în decembrie 2016.

## Biodiversitate
Situată în ecoregiunea mediteraneană, aria protejată conține 6 habitate naturale: Pseudostepă cu ierburi și specii anuale de Thero-Brachypodietea, Pajiști carstice calcaroase sau bazofile, de Alysso-Sedion albi, Matorral arborescenți cu Juniperus spp., Pajiști uscate seminaturale și facies de acoperire cu tufișuri pe substraturi calcaroase (Festuco-Brometalia) (* situri importante pentru orhidee), Păduri de Quercus ilex și Quercus rotundifolia, Păduri panonice-balcanice de stejar turcesc - stejar sesil.
La baza desemnării sitului se află mai multe specii protejate:
- păsări (10): caprimulg (Caprimulgus europaeus), șerpar (Circaetus gallicus), vânturel roșu (Falco tinnunculus), sfrâncioc roșiatic (Lanius collurio), sfrâncioc cu cap roșu (Lanius senator), ciocârlie de pădure (Lullula arborea), gaia neagră (Milvus migrans), ciuf-pitic (Otus scops), viespar (Pernis apivorus), Sylvia hortensis
- amfibieni (1): Bombina pachypus
- reptile (3): șarpele cu patru dungi (Elaphe quatuorlineata), țestoasa de baltă (Emys orbicularis), țestoasă bănățeană (Testudo hermanni)

Pe lângă speciile protejate, pe teritoriul sitului au mai fost identificate 8 specii de plante, 3 specii de amfibieni, 10 specii de mamifere, 5 specii de reptile.